# Marcos Rivas
Marcos Rivas Barrales (* 25. November 1947; † 19. April 2024), bekannt auch unter dem Spitznamen El Mugrosito (der Schmutzfink), war ein mexikanischer Fußballspieler, der innerhalb von nur sechs Jahren auf allen möglichen Positionen (einschließlich der des Torwarts) spielte und somit auch als El hombre 11 bezeichnet wurde. Mit dieser Bezeichnung, die in etwa als der elfte Mann zu übersetzen ist, sollte verdeutlicht werden, dass er auf allen elf Positionen einsetzbar war und dies auch unter Beweis stellte. Seine bevorzugte Position befand sich im Mittelfeld.

## Biografie

### Verein
Rivas begann seine Karriere 1968 bei seinem Lieblingsverein Atlante. Obwohl ihm ein lukrativeres Angebot des Stadtrivalen América vorgelegen haben soll, ging er zu Atlante, weil diese Entscheidung für ihn eine „Herzensangelegenheit“ gewesen sei.
Innerhalb seiner sechs Jahre bei Atlante kam er auf allen elf Positionen zum Einsatz. Einschließlich der des Torwarts: bei einem Gastspiel im Estadio Olímpico Universitario gegen den Club Universidad Nacional am 25. März 1973 war Atlantes Torwart Rafael Puente des Feldes verwiesen worden und weil das Auswechselkontingent zu diesem Zeitpunkt bereits erschöpft war, musste ein Feldspieler ins Tor. Der vielseitig talentierte Rivas nahm diese Bürde freiwillig auf sich und hielt sogar noch einen von Leonardo Cuéllar getretenen Elfmeter. Aber auch er konnte letztendlich die 0:2-Niederlage seiner Atlantistas nicht verhindern.
1974 wurde er an den Universitätsverein aus Guadalajara verkauft, für den er insgesamt drei Jahre spielte und in dessen Diensten er seine aktive Laufbahn in der Saison 1977/78 beendete. Dazwischen spielte er eine Saison (1976/77) für den Club León.

### Nationalmannschaft
Sein Debüt in der mexikanischen Nationalmannschaft gab Rivas in der zweiten Halbzeit des am 18. Februar 1970 ausgetragenen Freundschaftsspiels gegen Bulgarien, das mit 2:0 gewonnen wurde und zu dem er einen Treffer beisteuerte. Obwohl er nur sechs Länderspiele absolvierte – zwei davon in voller Länge und die restlichen vier über jeweils eine Halbzeit –, gelangen ihm drei Tore im Dress der Nationalelf. Die beiden anderen Treffer erzielte er am 26. April 1970 gegen Rumänien (3:2) und am 29. April 1970 gegen Ecuador (4:2). Sein letztes Länderspiel bestritt er (in voller Länge) am 20. September 1973 gegen Chile (0:1).
Höhepunkt seiner Nationalmannschaftskarriere war die Teilnahme an der im eigenen Land ausgetragenen Fußball-Weltmeisterschaft 1970, bei der er jedoch nicht zum Einsatz kam.
Im Kreise seiner Nationalmannschaftskameraden erhielt er auch den wenig schmeichelhaften Spitznamen el Mugrosito. Während er gerade mit einigen Kameraden im Schwimmbecken des Trainingslagers verweilte, fing es an zu regnen und das Wasser wurde trüb. Rivas verließ das Becken und Mario Pérez Guadarrama vom Ligakonkurrenten América sagte scherzhaft zu den verbliebenen Spielern: „Nun schaut euch den Dreck von Atlante an, der hier im Becken schwimmt.“ Seither hatte Marcos Rivas diesen Spitznamen.